# Phoebe pierrei
Phoebe pierrei är en lagerväxtart som beskrevs av Paul Lecomte. Phoebe pierrei ingår i släktet Phoebe och familjen lagerväxter. Inga underarter finns listade i Catalogue of Life.